# Hendrik Dorgathen
Hendrik Dorgathen (né en 1957 à Mülheim) est un peintre, illustrateur et auteur de bande dessinée allemand. Auteur de quelques bandes dessinée remarquées dans les années 1990, il est illustrateur pour de nombreux périodiques et enseigne le dessin et la bande dessinée aux Beaux-Arts de Cassel depuis 2003.

## Distinction
- 1991 : Prix de la Ruhr pour l'art et la science, pour son travail d'illustrateur.
- 1994 : Prix Max et Moritz du meilleur auteur germanophone.